# David Bellos
David Bellos (geboren 25. Juni 1945) ist ein britischer Literaturwissenschaftler, Französist und Übersetzer. 

## Leben
David Bellos studierte am Exeter College der Universität Oxford Französisch und Russisch und wurde 1971 mit einer Arbeit über Balzac-Kritik in Frankreich in der zweiten Hälfte des 19. Jahrhunderts zum Ph.D. in französischer Literatur promoviert. Anschließend lehrte er als Lecturer an der Universität Edinburgh (1972–1982) sowie als Professor für French Studies an den Universitäten Southampton (1982–1985) und Manchester (1985–1996). Im Jahr 1997 wurde er als Professor für Französische und Vergleichende Literatur an die Princeton University berufen. Dort stand er 1999–2001 der Abteilung für romanische Sprachen und Literaturen sowie anschließend bis 2002 der Abteilung für Französisch und Italienisch vor. Seit 2007 leitet er das Programm für Übersetzung und interkulturelle Kommunikation. Er schrieb 2011 eine Einführung in das Übersetzen unter dem Titel Is That a Fish in Your Ear?. 
Bellos gewann 2005 den Übersetzeranteil am ersten vergebenen Man Booker International Prize für seine Übersetzungen von Werken des Albaners Ismail Kadare, deren Übersetzungen ins Französische durch den zweisprachigen Jusuf Vrioni er ins Englische übersetzte. Über diesen Akt der indirekten Übersetzung, den er eigentlich ablehnte, schrieb er 2005 einen Essay.
Bellos verfasste mehrere literarische Biografien, so mit The Novel of the Century über Victor Hugos Werk Les Misérables. Für die französische Ausgabe seiner Georges-Perec-Biografie A Life in Words (Georges Perec : une vie dans les mots) erhielt er 1994 den Prix Goncourt de la biographie. Weiterhin ist Bellos Übersetzer mehrerer Werke von Perec und Kadare sowie einzelner Werke von Georges Ifrah, Romain Gary, Georges Simenon, Paul Fournel, von zwei Romane von Fred Vargas und auch des Tagebuchs des Holocaustopfers Hélène Berr. 
Im Jahr 2015 wurde er als Offizier in den Ordre des Arts et des Lettres aufgenommen.

## Schriften
- Balzac Criticism in France, 1850–1900. The Making of a Reputation. Oxford, 1976
- La Cousine Bette. A Critical Guide. London, 1981
- Leo Spitzer: Essays on seventeenth century. Herausgegeben und übersetzt von David Bellos. Cambridge: Cambridge University Press, 1983
- Honoré de Balzac: Old Goriot. Cambridge: Cambridge University Press, 1987
- Georges Perec. A Life in Words. London: Harvill Secker, 1993
  - Georges Perec – Ein Leben in Wörtern. Übersetzung Sabine Schulz. Zürich: Diaphanes, 2023[3]
- Jacques Tati. His Life and Art. 1999
  - Jacques Tati. Sein Leben und seine Kunst. Übersetzung Angelika Arend. Halle: Mitteldeutscher Verlag, 2024, ISBN 978-3-96311-879-1.
- Romain Gary. A Tall Story. London: Harvill Secker, 2010
- Is That a Fish in Your Ear? Translation and the Meaning of Everything. London and New York, 2011 
  - Was macht der Fisch in meinem Ohr?. Übersetzung Silvia Morawetz. Köln: Eichborn, 2013
- The Novel of the Century: The Extraordinary Adventure of Les Misérables. London: Particular Books, 2017
- mit Alexandre Montagu: Who Owns This Sentence? A History of Copyrights and Wrongs. W. W. Norton, New York 2024, ISBN 978-1-324-07371-0.